# Fonction de transfert
En traitement du signal, une fonction de transfert est un modèle mathématique de la relation entre l'entrée et la sortie d'un système linéaire, le plus souvent invariant. Elle est utilisée notamment en théorie des communications, en automatique, et dans toutes les sciences de l'ingénieur qui font appel à cette discipline (électronique, mécanique, mécatronique, etc.). Les signaux d'entrée et de sortie ci-dessus peuvent avoir plusieurs composantes, auquel cas on précise souvent (sans que ce soit une obligation) que la fonction de transfert est une matrice de transfert. D'autre part, ces signaux peuvent ne dépendre que du temps (c'est le cas le plus classique), ou des variables d'espace, ou des deux : c'est le cas des systèmes multidimensionnels); certains auteurs modélisent de cette façon les systèmes définis par des équations aux dérivées partielles. Dans le domaine du traitement d'images, les signaux d'entrée et de sortie sont des fonctions des variables d'espace qui sont le plus souvent considérées comme des variables discrètes, et sont alors des familles (ou suites) indicées. La fonction de transfert d'un système permet d'en réaliser l'analyse fréquentielle, de manière par exemple à concevoir par la suite un régulateur dans ce qu'il est convenu d'appeler le domaine fréquentiel (voir l'article Automatique). L'entrée d'un système linéaire n'est pas nécessairement une variable de commande et sa sortie n'est pas toujours une variable dont on souhaite gérer le comportement ; par exemple, un bruit coloré peut se modéliser comme la sortie d'un système linéaire ayant pour entrée un bruit blanc et dont la fonction de transfert est déterminée par la méthode de factorisation spectrale causale directe et inverse.

## La notion de fonction de transfert
La relation évoquée plus haut entre l'entrée u et la sortie y d'un système est un opérateur de convolution dont le noyau est la réponse impulsionnelle du système. Sauf dans le cas d'un système stable ou marginalement stable, celle-ci n'est pas une distribution tempérée (dans le cas de variables continues) ou une suite à croissance lente (dans le cas de variables discrètes), et n'admet donc pas de transformée de Fourier. Il est donc nécessaire d'en considérer la transformée de Laplace ou la transformée en Z, selon que les signaux sont temps-continu ou temps-discret. C'est cette transformée qui est appelée la fonction de transfert du système. Celle-ci ne représente le système que partiellement, puisqu'elle ne prend pas en compte les conditions initiales (ou aux limites). Plus exactement, elle est obtenue en supposant que ces conditions initiales (ou aux limites) sont nulles. Il en résulte une perte d'information, qui fait que la fonction de transfert ne représente que la partie commandable et observable du système. Néanmoins, elle est très importante pour l'analyse des propriétés de ce système et, historiquement, c'est cette représentation qui est apparue la première (voir Histoire de l'automatique). Il importe de bien connaître les possibilités qu'offre le formalisme des fonctions de transfert, ainsi que ses limites.
La notion de fonction de transfert n'a longtemps été définie que pour les systèmes linéaires invariants. La question s'est naturellement posée de savoir si cette notion pouvait s'étendre au cas des systèmes linéaires à coefficients variables. Ce n'est que récemment, par une méthode algébrique, que cette extension a été réalisée avec des conséquences pratiques tangibles.

## Fonction de transfert d'un système monovariable

### Cas des systèmes à temps continu

#### Définition
Considérons un système d'équation : 
{\displaystyle D\left(\partial \right)y=N\left(\partial \right)u}
où u et y sont respectivement l'entrée et la sortie, et où D(∂) et N(∂) sont des polynômes à coefficients réels en ∂ = d/dt de degré n et m respectivement. L'ensemble de ces polynômes est un anneau euclidien, donc principal, noté {\displaystyle \mathbb {R} [\partial ]}.
Le polynôme D(∂) est supposé non nul. Supposons que u et y soient des « fonctions généralisées à support positif » admettant des transformées de Laplace notées respectivement {\displaystyle {\hat {u}}(p)} et {\displaystyle {\hat {y}}(p)}.
Supposons que les conditions initiales y(0–)…, yn –1(0–), u(0–)…, um –1(0–) soient nulles. Alors l'équation différentielle ci-dessus implique, par la transformée de Laplace, {\displaystyle D(p){\hat {y}}(p)=N(p){\hat {u}}(p)}.
Par conséquent : {\displaystyle {\hat {y}}(p)=G(p){\hat {u}}(p)}
où G(p) est la fraction rationnelle N(p)/D(p). Cette fraction rationnelle est appelée la fonction de transfert du système.

#### Pôles non commandables
Les raisonnements mettant en jeu cette fraction rationnelle doivent se faire sur sa représentation irréductible N'(p)/D'(p) où N'(p) = N(p)/P(p), D'(p) = D(p)/P(p), P(p) désignant un PGCD de N(p) et D(p).
Le système considéré est toujours observable, et il est commandable (resp. stabilisable) si, et seulement si P(p) est une unité de l'anneau {\displaystyle \mathbb {R} [p]}, c'est-à-dire un réel non nul (resp. un polynôme de Hurwitz). Les racines dans le plan complexe du polynôme P(p) sont les pôles non commandables du système

#### Degré d'une fonction de transfert
Le degré d'une fraction rationnelle G = N/D est défini par : d°(G) = d°(N) – d°(D).
Faisons la division euclidienne de N(∂) par D(∂). Il vient N(∂) = D(∂)Q(∂) + R(∂) où Q(∂) est le quotient et R(∂) le reste, tel que d°(R) < d°(D). En posant z = y – Q(∂)u, soit encore
{\displaystyle y=z+Q(\partial )u}
on obtient
{\displaystyle D(\partial )z=R(\partial )u}
Supposons que u soit une fonction continue par morceaux, présentant une discontinuité à l'origine. Alors z est une fonction continue. Pour y, trois cas sont possibles :
1. Q(∂) = 0, ce qui équivaut à d°(G) < 0. La fraction rationnelle G est dite strictement propre. Dans ce cas, R(∂) = N(∂). Alors y = z.
2. d°(Q) = 0, ce qui équivaut à d°(G) = 0. La fraction rationnelle G est dite bipropre. Alors y est une fonction présentant les mêmes discontinuités que u. Une fonction de transfert strictement propre ou bipropre est dite propre.
3. d°(Q) > 0, ce qui équivaut à d°(G) > 0. La fraction rationnelle G est dite impropre. Dans ce cas, y est, au plan mathématique, une distribution singulière (c'est-à-dire une distribution qui n'est pas une fonction, car elle s'exprime en fonction de la distribution de Dirac et éventuellement de ses dérivées).

Le cas (3) ne se rencontre jamais en pratique, car une entrée discontinue provoquerait la destruction du système. Le cas (2) est exceptionnel : il correspond à un système « sans inertie ». Un régulateur peut néanmoins avoir une fonction de transfert bipropre (le cas le plus simple étant celui d'un régulateur proportionnel).
On suppose dans ce qui suit que l'on se trouve dans le cas (1) ou (2).

#### Pôles et zéros de transmission - Stabilité
On appelle pôles (resp. zéros) de transmission du système les pôles (resp. les zéros) de la fonction de transfert G(p), à savoir les racines de D'(p)(resp. N'(p)).
Le système est stable EBSB si, et seulement si ses pôles de transmission appartiennent tous au demi-plan gauche (dont, par convention, l'axe imaginaire est exclu). Il est exponentiellement stable si, et seulement si le polynôme D(∂) est de Hurwitz. D'après ce qui précède, le système est exponentiellement stable si, et seulement s'il est stable EBSB et stabilisable. (On ne saurait trop insister sur le fait que ceci n'est vrai que parce que le système considéré est observable, et que ses seuls modes cachés possibles sont donc ses pôles non commandables.)
Le système est dit à minimum de phase si ses pôles et ses zéros de transmission appartiennent tous au demi-plan gauche.

#### Réponse fréquentielle
La réponse fréquentielle du système considéré ci-dessus est la fonction {\displaystyle \omega \mapsto G({\rm {i}}\omega )}. Elle est définie sur le complémentaire de {\displaystyle {\mathcal {P}}} dans {\displaystyle \mathbb {R} } où {\displaystyle {\mathcal {P}}} est l'ensemble (éventuellement vide) des pôles de transmission situés sur l'axe imaginaire. Le principe du prolongement analytique montre que la réponse fréquentielle détermine complètement la fonction de transfert.
L'interprétation de la réponse fréquentielle est la suivante : supposons que l'entrée du système soit sinusoïdale, de pulsation ω (cette pulsation n'appartenant pas à l'ensemble {\displaystyle {\mathcal {P}}} ci-dessus). Il est commode, au plan mathématique, d'écrire ce signal d'entrée u sous la forme complexe {\displaystyle t\mapsto A{\rm {e}}^{{\rm {i}}\omega t}}, {\displaystyle t\in \mathbb {R} }. Alors on montre immédiatement que la sortie est (sous forme complexe) y(t) = G(i ω) u(t). Concrètement, l'entrée et la sortie réelles (dans tous les sens du terme) sont bien entendu la partie réelle de l'entrée et de la sortie complexes ci-dessus.
Si l'axe imaginaire appartient à la bande de convergence de la fonction de transfert (en tant que transformée bilatérale de Laplace de la réponse impulsionnelle), la réponse fréquentielle n'est autre que la transformée de Fourier de la réponse impulsionnelle. C'est pourquoi, dans certaines sciences de l'ingénieur où les systèmes considérés sont toujours stables, la fonction de transfert est définie comme étant cette transformée de Fourier. Ceci est un abus de langage qui n'est pas sans conduire à certaines confusions.

### Cas des systèmes à temps discret

#### Définition
Dans le cas des systèmes à temps discret, le formalisme est très semblable à celui développé ci-dessus, avec certaines différences
1. Dans l'équation du système, l'opérateur de dérivation ∂ est remplacé par l'opérateur d'avance {\displaystyle q:x(k)\mapsto x(k+1)}. Les signaux sont maintenant des suites.
2. En écrivant que D(q) = qn + a1 qn– 1 + ... + an et N(q) = b0qm + b1 qm– 1 + ... + bm, l'équation du système peut donc s'expliciter comme suit :

(3) Les conditions initiales sont maintenant y(0), ... ,y(n – 1), u(0), ..., u(m – 1). En les supposant nulles, et en symbolisant par U(z) et Y(z) les transformées en Z monolatérales des suites u et y respectivement, on obtient (voir Propriétés de la transformée en Z)
où G(z) est la fonction de transfert N(z)/D(z).

#### Causalité
Le système est strictement causal si, et seulement si sa fonction de transfert est une fraction rationnelle strictement propre (i.e. d°(G) < 0). Cela signifie que la sortie à un instant donné k (considéré comme l'instant présent) n'est influencée ni par le futur de l'entrée, ni même par la valeur de celle-ci à l'instant k.
Le système est causal si, et seulement si sa fonction de transfert est propre. Cela signifie que la sortie à un instant donné n'est pas influencée par le futur de l'entrée.
Enfin, le système est non causal si, et seulement si sa fonction de transfert est impropre. La sortie à un instant donné est alors influencée par le futur de l'entrée. Cela est bien entendu impossible lorsque passé, présent, futur, ont les significations habituelles. Néanmoins, on peut réaliser, par exemple, du traitement du signal en temps différé en utilisant des filtres numériques non causaux.

#### Stabilité
Un système à temps discret de fonction de transfert G(z) est stable EBSB si, et seulement si ses pôles de transmission, c'est-à-dire les pôles de G(z), sont tous situés à l'intérieur du cercle unité.
On sait que la relation entre la variable de Laplace p et la variable z de la transformée en Z est (voir Transformée de Laplace) z = epT où T est la période d'échantillonnage. On a donc | z | < 1 (resp. | z | = 1) si, et seulement si {\displaystyle \Re (p)<0} (resp. {\displaystyle \Re (p)=0}). La condition de stabilité, énoncée ici pour les systèmes à temps discret, ne doit donc pas surprendre quand on connaît celle énoncée plus haut pour les systèmes à temps continu.

#### Réponse fréquentielle
En posant p = iω dans la relation liant la variable de Laplace p et la variable z, on obtient z = eiωT= eiθ avec θ = ωT. Ceci explique que la réponse fréquentielle d'un système à temps discret, de fonction de transfert G(z), soit la fonction {\displaystyle \theta \mapsto G({\rm {e}}^{{\rm {i}}\theta })}. Cette fonction, définie pour tous les θ tels que eiθ n'est pas un pôle de G(z), est périodique de période 2π, et comme {\displaystyle {\rm {e}}^{-i\theta }={\overline {{\rm {e}}^{{\rm {i}}\theta }}}}, les variations de θ peuvent être restreintes à l'intervalle [0 , π[. La variable {\displaystyle \theta } s'appelle la pulsation normalisée. Si l'entrée du système est sinusoïdale, de pulsation normalisée θ (où eiθ n'est pas un pôle de G(z)), à savoir (sous forme complexe) u(k) = A eikθ, alors la sortie est (sous forme complexe) y(k) = G(eiθ)u(k).

#### Fonction de transfert d'un système discrétisé
En automatique, dans la grande majorité des cas, un système à temps discret Sd résulte de la discrétisation, à une période d'échantillonnage T, d'un système à temps continu Sc de fonction de transfert G(p). La sortie y du système Sc est échantillonnée à la période T, et il en résulte le signal échantillonné y* = y ϖT où ϖT est le "peigne de Dirac".
{\displaystyle \varpi _{T}(t)=\sum _{k=-\infty }^{+\infty }\delta (t-kT)}
Ce signal y*, qui n'est qu'une représentation mathématique, contient en effet pour seule information les valeurs de y aux instants d'échantillonnage, puisque
{\displaystyle y^{\ast }\left(t\right)=\sum _{k=-\infty }^{+\infty }y(kT)\delta (t-kT)}
En posant yd(k) = y(kT), le signal discret yd (qui est une suite) est la sortie du système Sd que nous cherchons à caractériser. Cette information discrète est traitée par un calculateur, par exemple pour générer un signal de commande discret ud. Ce signal ud doit subir une interpolation pour être transformé en un signal à temps continu qui puisse agir sur le système Sc. Pour obtenir un système bouclé fonctionnant en temps réel, cette interpolation doit être causale, à la différence de l'interpolation de Shannon (par le théorème de Shannon-Nyquist). On procède donc par blocage du signal discret ud sur chaque période d'échantillonnage. Le bloqueur le plus simple est celui d'ordre zéro. Le signal échantillonné-bloqué (avec bloqueur d'ordre zéro) est défini par
{\displaystyle u_{b0}(t)=u_{d}(k),t\in [kT,(k+1)T[}.
C'est donc ce signal ub0 (qui est bien à temps continu, mais qui en revanche est une fonction discontinue du temps puisqu'elle est en escalier) qui entre dans le système Sc.
La relation entre ud et yd est linéaire et stationnaire. Elle admet donc une fonction de transfert en z, notée Gd(z), qui prend en compte le bloqueur d'ordre zéro. On montre facilement qu'elle est donnée par
où {\displaystyle {\mathcal {L}}} et {\displaystyle {\mathcal {Z}}} désignent respectivement la transformée de Laplace et la transformée en Z.

## Matrice de transfert

### Définition
Les développements qui suivent sont réalisés pour les systèmes à temps continu. Ils se transposent de manière évidente aux systèmes à temps discret.
Considérons un système multivariable à temps continu, ayant m entrées u1, ... , um et q sorties y1, ... , yq. Soit u (resp. y) la colonne formée des uj (resp. des yi) et {\displaystyle {\hat {u}}(p)} (resp. {\displaystyle {\hat {y}}(p)}) la transformée de Laplace monolatérale de u (resp. y). À conditions initiales nulles, il existe une relation
où G(p) est une matrice de fractions rationnelles, et plus précisément un élément de {\displaystyle \mathbb {R} (p)^{q\times m}} où {\displaystyle \mathbb {R} (p)} désigne le corps des fractions rationnelles en p à coefficients réels, à savoir le corps des fractions de l'anneau {\displaystyle \mathbb {R} \left[p\right]} des polynômes en p. Cette matrice G(p) est la matrice de transfert du système.
Cette matrice de transfert est dite propre (resp. strictement propre) si tous ses éléments le sont, et impropre sinon.

### Forme de Smith-MacMillan
Soit δ(p) ≠ 0, le plus petit commun dénominateur de tous les éléments de la matrice {\displaystyle G(p)\in \mathbb {R} (p)^{q\times m}}. La matrice N(p) = δ(p)G(p) appartient donc à {\displaystyle \mathbb {R} [p]^{q\times m}}, et comme l'anneau {\displaystyle \mathbb {R} [p]} est principal, le théorème des facteurs invariants montre qu'il existe des matrices P(p) et Q(p), inversibles sur {\displaystyle \mathbb {R} [p]}, telles que Σ(p) = P(p) N(p) Q−1(p) soit la forme de Smith de N(p). Cette matrice Σ(p) est de la forme
{\displaystyle {\begin{pmatrix}\alpha _{1}(p)&0&&\\0&\ddots &&\\&&\alpha _{r}(p)&\\&&&0\\\end{pmatrix}}}
où {\displaystyle r} est le rang de {\displaystyle N(p)} sur {\displaystyle \mathbb {R} [p]} (donc de G(p) sur {\displaystyle \mathbb {R} (p)}) et où les (αi(p))1 ≤ i ≤ r sont des éléments non nuls de {\displaystyle \mathbb {R} [p]} vérifiant la relation de divisibilité {\displaystyle \alpha _{1}\mid \alpha _{2}\mid \dots \mid \alpha _{r}}. Ces éléments αi(p) sont les facteurs invariants de N(p) et sont déterminés de manière unique à la multiplication près par des unités (c'est-à-dire des éléments inversibles) de {\displaystyle \mathbb {R} [p]} (voir l'article théorème des facteurs invariants). On a donc
{\displaystyle G(p)=P^{-1}(p){\mathcal {M}}(p)Q(p)}
où
{\displaystyle {\mathcal {M}}(p)={\frac {1}{\delta (p)}}\Sigma (p)={\begin{pmatrix}{\frac {1}{\delta (p)}}\Delta (p)&0\\0&0\end{pmatrix}}}.
On a enfin
{\displaystyle {\mathcal {M}}(p)={\begin{pmatrix}{\frac {n_{1}(p)}{d_{1}(p)}}&0&&\\0&\ddots &&\\&&{\frac {n_{r}(p)}{d_{r}(p)}}&\\&&&0\\\end{pmatrix}}}
où les fractions rationnelles ni(p)/di(p) sont irréductibles. On a les relations de divisibilité {\displaystyle n_{1}\mid n_{2}\mid \dots \mid n_{r}} et {\displaystyle d_{r}\mid d_{r-1}\mid \dots \mid d_{1}}. Les éléments ni et di pour 1 ≤ i ≤ r vérifiant ces conditions sont déterminés de manière unique à partir de G(p) à la multiplication près par des unités de {\displaystyle \mathbb {R} [p]}, par conséquent la matrice de fractions rationnelles {\displaystyle {\mathcal {M}}(p)} est canonique et s'appelle la forme de Smith-MacMillan de G(p).
Il est à noter que le fait que G(p) soit une matrice de transfert propre (resp. strictement propre) n'entraîne pas que les fractions rationnelles ni(p)/di(p)  le soient.

### Pôles et zéros de transmission
Les pôles (resp. les zéros) de transmission du système ayant pour matrice de transfert G(p) sont les racines dans {\displaystyle \mathbb {C} } des polynômes di(p) (resp. ni(p)) ci-dessus. Si p0 est une racine d'ordre νi de di(p) pour 1 ≤ i ≤ ρ, on précisera que le pôle p0 a pour indices structurels {ν1, ..., νρ}. Cette définition est valable pour les zéros, mutatis mutandis.
Considérons par exemple la matrice de transfert
{\displaystyle G(p)={\begin{pmatrix}{\frac {1}{(p+1)^{2}}}&{\frac {1}{(p+1)(p+2)}}\\{\frac {1}{(p+1)(p+2)}}&{\frac {p+3}{(p+2)^{2}}}\end{pmatrix}}}
On a, avec les notations ci-dessus, δ(p) = (p +1)2(p+2)2 et
{\displaystyle N(p)={\begin{pmatrix}(p+2)^{2}&(p+1)(p+2)\\(p+1)(p+2)&(p+1)^{2}(p+3)\end{pmatrix}}}
Les opérations élémentaires sur les lignes et les colonnes utilisées dans le théorème des facteurs invariants permet d'obtenir pour N(p) la forme de Smith
{\displaystyle \Sigma (p)={\begin{pmatrix}1&0\\0&(p+1)^{2}(p+2)^{3}\end{pmatrix}}}
et la forme de Smith-MacMillan de G(p) est donc
{\displaystyle {\mathcal {M}}(p)={\begin{pmatrix}{\frac {1}{(p+1)^{2}(p+2)^{2}}}&0\\0&p+2\end{pmatrix}}}
Les pôles de transmission sont donc -1 et -2, et ils ont tous deux pour unique indice structurel 2. Le seul zéro de transmission est -2 avec pour unique indice structurel 1. On note sur cet exemple qu'un même nombre complexe (en l'occurrence, -2) peut être à la fois un pôle de transmission et un zéro de transmission, ce qui est évidemment impossible dans le cas des systèmes monovariables.

### Interprétation
Soit G(p) (resp. G(z)) la matrice de transfert d'un système à temps continu (resp. à temps discret) et supposons que cette matrice de transfert soit propre. Alors le système considéré est stable EBSB si, et seulement si ses pôles de transmission sont tous situés dans le demi-plan gauche (resp. à l'intérieur du cercle unité).
Pour une interprétation plus aisée des zéros de transmission, nous supposerons que m = q = r (cas auquel on peut d'ailleurs toujours se ramener). Alors le nombre complexe λ est un zéro de transmission si, et seulement si, à conditions initiales nulles, il existe une entrée non nulle u de la forme {\displaystyle t\mapsto A{\rm {e}}^{\lambda t}} (resp. {\displaystyle k\mapsto A\lambda ^{k}}), {\displaystyle A\in \mathbb {C} ^{m}}, ainsi qu'une forme linéaire {\displaystyle B^{\prime }\in \mathbb {C} ^{1\times q}}
non nulle telles que la combinaison linéaire {\displaystyle \langle B^{\prime },y\rangle }
soit identiquement nulle.

## Fonctions de transfert des systèmes de dimension infinie

### Systèmes de dimension infinie
La notion de système de dimension infinie ne peut se définir que par une négation: il s'agit d'un système qui n'est pas de dimension finie. Aussi la variété de ces systèmes est-elle immense. La "dimension" dont il est question ici est celle de l'espace d'état, et le fait qu'elle soit infinie se traduit par le fait que la fonction de transfert est irrationnelle. Il n'est pas question ici d'être exhaustif, et la brève présentation qui suit est limitée au cas des systèmes linéaires, à temps continu et à retards commensurables (distribués ou non).

### Les formulations algébriques

#### Retards non distribués
Considérons tout d'abord un système de la forme
où les aij et les bij sont des coefficients réels (les aij étant non tous nuls) et où τ > 0 est le retard. En posant
{\displaystyle a(s,z)=\sum _{0\leq i\leq n,0\leq j\leq m}a_{ij}s^{i}z^{j}}
{\displaystyle b(s,z)=\sum _{0\leq i\leq p,0\leq j\leq q}b_{ij}s^{i}z^{j}}
la fonction de transfert du système s'écrit G(p) = N(p)/D(p) avec N(p) = b(p, e–τp) et D(p) = a(p, e–τp). Cette fonction de transfert appartient donc au corps de fractions de l'anneau {\displaystyle \mathbb {R} [p,{\rm {e}}^{-\tau p}]}, anneau qui est isomorphe à {\displaystyle \mathbb {R} [s,z]}. Cet anneau est factoriel d'après un théorème dû à Gauss (voir Anneaux des polynômes), par conséquent a(s,z) et b(s,z) ont un pgcd c(s,z). Les éléments a'(s,z) = a(s,z)/c(s,z) et b'(s,z) = b(s,z)/c(s,z) sont donc premiers entre eux dans {\displaystyle \mathbb {R} [s,z]}, et on a G(p) = N'(p)/D'(p) avec N'(p) = b'(p, e–τp) et D'(p) = a'(p, e–τp).
Les pôles (resp. les zéros) de transmission du système sont définis comme étant les zéros dans le plan complexe de D'(p) (resp. N'(p)).
Supposons que
{\displaystyle {\underset {_{\left\vert p\right\vert \rightarrow +\infty }}{lim}}\left\vert G(p)\right\vert <\infty }.
Alors, le système est stable EBSB s'il existe un réel ε > 0 tel que ses pôles de transmission (qui sont en général en nombre infini) aient tous une partie réelle inférieure à –ε.
Ce système est observable. Étant donné que l'anneau {\displaystyle \mathbb {R} [s,z]} n'est pas un anneau de Bézout, il existe différentes sortes de commandabilité. Enfin, l'analyse ci-dessus ne peut se généraliser au cas des systèmes multivariables. C'est pourquoi il est nécessaire de procéder à un changement de l'anneau des opérateurs, ce qui conduit à considérer des systèmes à retards distribués.

#### Retards distribués
Considérons par exemple l'opérateur de retard distribué {\displaystyle u\mapsto y} défini par
{\displaystyle y(t)=\int _{t-1}^{t}u(\tau )d\tau }
Sa fonction de transfert est {\displaystyle {\frac {1-{\rm {e}}^{-p}}{p}}} qui peut être considéré comme un élément de {\displaystyle {\mathcal {H}}=\mathbb {R} (p)[{\rm {e}}^{p},{\rm {e}}^{-p}]\cap {\mathcal {E}}(p)} où {\displaystyle {\mathcal {E}}(p)} désigne l'anneau des fonctions entières dans le plan complexe. L'anneau {\displaystyle {\mathcal {H}}} ainsi défini est très approprié pour l'étude des systèmes à retards commensurables distribués. Bien que n'étant pas principal, il s'agit en effet d'un anneau à diviseurs élémentaires. Par conséquent, une matrice à éléments dans cet anneau admet une forme de Smith, et une matrice à éléments dans le corps de fractions de cet anneau admet une forme de Smith-MacMillan. La théorie des systèmes définis sur cet anneau est donc tout à fait semblable (au plan algébrique) à celle des systèmes définis sur l'anneau classique des opérateurs différentiels {\displaystyle \mathbb {R} [\partial ]}. Néanmoins, le nombre de pôles et de zéros de transmission est cette fois infini en général.
En supposant que les éléments Gij(p) de la matrice de transfert G(p) soient tous tels que
{\displaystyle \lim _{|p|\rightarrow \infty }|G_{ij}(p)|<\infty }
le système est stable EBSB s'il existe un réel ε > 0 tel que les pôles de transmission (en général en nombre infini) aient tous une partie réelle inférieure à –ε.

## Fonctions de transfert des systèmes à coefficients variables

### Cas des systèmes à temps continu
Soit K un corps différentiel muni de la dérivation usuelle {\displaystyle a\mapsto {\dot {a}}} (par exemple {\displaystyle \mathbf {K} =\mathbb {C} (t)} anneau des fractions rationnelles complexes), et soit D = K[∂] avec {\displaystyle \mathbf {\partial =} {\frac {d}{dt}}}, l'anneau des polynômes gauches en ∂ à coefficients dans K. Si {\displaystyle f\in \mathbf {D} } est une variable, on a d'après la règle de Leibniz {\displaystyle \mathbf {\partial } (af)={\dot {a}}f+a\partial f}, et puisque ceci est vrai quelle que soit f on a sur D la règle de commutation
L'anneau D, muni de cette règle, est un anneau principal non commutatif et simple. De plus, il s'agit d'un anneau d'Ore qui admet un corps de fractions F à gauche et à droite. Chaque élément de F se met sous la forme a−1b = b'a'−1 où a, a', b, b' appartiennent à D et a, a' sont non nuls. 
D'un point de vue algébrique, un système différentiel linéaire à coefficient dans K est un module de type fini {\displaystyle M} sur D. Une colonne u de m éléments ui dans {\displaystyle M} peut être choisie comme entrée du système si le D-module [u]D engendré par les ui est libre de rang m et tel que le quotient M / [u]D est de torsion. Notons alors {\displaystyle y} la colonne de {\displaystyle q} éléments {\displaystyle y_{i}} représentant la sortie du système. 
Considérons le foncteur de Laplace:
Ce qui précède revient à dire que les images canoniques {\displaystyle {\hat {u}}_{i}=1_{\mathbf {F} }\otimes u_{i}} dans {\displaystyle {\hat {M}}=\mathbf {F} \otimes _{\mathbf {D} }M} forment une base du F-espace vectoriel {\displaystyle {\hat {M}}}. Par conséquent, en notant {\displaystyle {\hat {y}}_{i}} les images canoniques des {\displaystyle y_{i}} dans {\displaystyle {\hat {M}}}, il existe une matrice unique G ∈ Fq × m telle que
Cette matrice G est la matrice de transfert du système à coefficients variables.

### Cas des systèmes à temps discret
Le cas des systèmes à temps discret peut être traité comme suit: on considère cette fois un corps aux différences {\displaystyle \mathbf {K} }, muni de l'opérateur d'avance avance {\displaystyle \alpha :x(t)\mapsto x(t+1)}. Soit {\displaystyle \mathbf {D} =\mathbf {K} \left[q,q^{-1};\alpha \right]} l'anneau des polynômes gauches de Laurent en l'indéterminée q (opérateur d'avance qui est une extension de {\displaystyle \alpha }) muni de la loi de commutation {\displaystyle qa=\alpha (a)q}. Cet anneau D est, comme précédemment, un anneau principal non commutatif et simple (cette dernière propriété fait l'avantage de D sur l'anneau des polynômes gauches {\displaystyle \mathbf {D} =\mathbf {K} [q;\alpha ]}, qui est principal mais n'est pas simple) et F admet un corps de fractions F à gauche et à droite. Un système linéaire à temps discret s'identifie à un module de type fini sur D. La construction du paragraphe précédent peut alors être répétée sans changement, grâce au foncteur transformée en Z :